# Soera Ya Sin
Soera Ya Sin is een soera van de Koran.
De soera is vernoemd naar de eerste aya waar een onvertaalbare en tevens in het Arabisch onbekende lettercombinatie staat. De soera handelt onder andere over het lot van de gelovigen en van de ongelovigen.

## Bijzonderheden
Aya 45 zou zijn geopenbaard in Medina.
Ayat 77 t/m 83 worden vaak gereciteerd bij begrafenissen.